# Sathyamangala
Sathyamangala é uma vila no distrito de Hassan, no estado indiano de Karnataka.

## Demografia
Segundo o censo de 2001, Sathyamangala tinha uma população de 11 399 habitantes. Os indivíduos do sexo masculino constituem 51% da população e os do sexo feminino 49%. Sathyamangala tem uma taxa de literacia de 81%, superior à média nacional de 59,5%: a literacia no sexo masculino é de 85% e no sexo feminino é de 76%. Em Sathyamangala, 10% da população está abaixo dos 6 anos de idade.